# Hennstedt (Steinburg)
Hennstedt és un municipi situat al districte de Steinburg, a l'estat federat de Schleswig-Holstein (Alemanya), amb una població a la fi de 2016 d'uns 609 habitants.
Està situat a l'oest de l'estat, prop de la desembocadura del riu Elba a la mar del Nord i al nord-oest de la ciutat d'Hamburg.